# لويس أمايا
لويس أمايا (بالإسبانية: Luis Amaya)‏ (11 يونيو 1997 في المكسيك - ) هو لاعب كرة قدم مكسيكي في مركز الوسط.

## وصلات خارجية
- لويس أمايا على موقع قاعدة بيانات كرة القدم.إي يو (الإنجليزية)